# An Yong-hak
An Yong-hak (Kurashiki (Japan), 25 oktober 1978) Is een Noord-Koreaans betaald voetballer die bij voorkeur als verdedigende middenvelder speelt. Hij verruilde in 2010 Suwon Samsung Bluewings voor Omiya Ardija. In 2002 debuteerde hij in het Noord-Koreaans voetbalelftal, waarvoor hij meer dan 25 interlands speelde.

## Carrière
| seizoen     | club                    | land                | competitie | wed. | goals |
| ----------- | ----------------------- | ------------------- | ---------- | ---- | ----- |
| 2002/03     | Albirex Niigata         | Vlag van Japan      | J-League 2 | 39   | 3     |
| 2003/04     | Albirex Niigata         | Vlag van Japan      | J-League 2 | 29   | 1     |
| 2004/05     | Albirex Niigata         | Vlag van Japan      | J-League   | 33   | 1     |
| 2005/06     | Nagoya Grampus Eight    | Vlag van Japan      | J-League   | 26   | 3     |
| 2006/07     | Busan I'Park            | Vlag van Zuid-Korea | K-League   | 21   | 0     |
| 2007/08     | Busan I'Park            | Vlag van Zuid-Korea | K-League   | 17   | 2     |
| 2008/09     | Suwon Samsung Bluewings | Vlag van Zuid-Korea | K-League   | 4    | 0     |
| 2009/10     | Suwon Samsung Bluewings | Vlag van Zuid-Korea | K-League   | 1    | 0     |
| Bijgewerkt: | 21-06-2009              |                     | Totaal     | 170  | 10    |